# 言花
言花（ことはな）は、日本電気(NEC)、NECデザイン、日本SGIが共同開発したフィーリング・コミュニケーター。2006年3月6日から開催されるCeBITに出品。